# Cordia faulknerae
Cordia faulknerae là loài thực vật có hoa trong họ Mồ hôi. Loài này được Verdc. mô tả khoa học đầu tiên năm 1980.